# 罗汉堂 (承德)
罗汉堂，位于中国河北省承德市双桥区狮子沟镇罗汉堂村，是一座佛教寺院。该寺从建成到毁灭，从无驻寺僧人。

## 历史
罗汉堂是一座汉地风格的寺院，坐落于避暑山庄西北，建于清朝乾隆三十九年（1774年）。乾隆帝很重视罗汉堂的兴建及罗汉像的制作，现存有关罗汉堂兴建事宜的奏折便有6份。最早一份朱批奏折是在乾隆三十七年（1772年）七月十一日：
奴才西宁跪奏：为遵旨事，乾隆三十七年七月初七日，奴才之子基厚自热河到天津并接奉内大臣三和劄开六月初四日面奉谕旨：狮子园东边量其地势，照碧云寺罗汉堂样式，建造罗汉堂庙一座，其应供之罗汉，派基厚前往天津，告诉西宁：仍照碧云寺罗汉款像尺寸成造一堂，其杭州原造碧云寺供奉之罗汉匠役人等，彼处仍有，就着基厚前往杭州，率领匠役监管细心详慎成造，得时送往热河新建罗汉堂内供奉，所用钱粮即照上次成造罗汉系何项钱粮仍动用何项钱粮。钦此。……奴才伏查：乾隆二十九年三月内，基厚奉旨前往浙江海宁县成造罗汉五百尊、三世佛、地藏、疯僧、韦驮七尊，所需钱粮遵旨在于杭州织造应交内务府盈余银两内动支银一万六千两在案。今此次成造罗汉一堂，应遵谕旨即照上次成造罗汉系何项钱粮仍动用何项钱粮，奴才即行文杭州织造寅保，仍照上次应交内务府盈余项下动支银一万六千两交基厚详慎办理，俟工竣之日，据实报销。奴才即令基厚于七月初九日自天津起程，迅速前往杭州海宁，仍雇上次办过罗汉之匠役人等，购备物料，依三和所发罗汉尺寸，敬谨详慎妥协节省成造。
从上述奏折可见，乾隆帝于乾隆三十七年六月初四下谕旨修建罗汉堂。承德罗汉堂的蓝本为北京碧云寺。清朝乾隆十三年（1748年），碧云寺内兴建罗汉堂，碧云寺罗汉堂也是乾隆帝修建的。承德罗汉堂内的罗汉像是浙江海宁县民间工匠制作，与制作碧云寺罗汉堂罗汉的是同一批工匠。曾有一种说法称，承德罗汉堂罗汉像仿自浙江海宁安国寺的罗汉像，《承德府志》和《热河志》中记载：「罗汉堂，在行宫北里许。乾隆三十九年建，殿额皆御书。左右有钟鼓楼，门内天王殿，又内大殿额曰‘应真普现’，皆兼四体书。大殿内额曰‘会乘证果’。东西配殿各六楹，堂中应真像悉仿海宁安国寺制。」乾隆帝早年也确曾到过海宁安国寺。
除了该份档案外，其他五份档案均为向乾隆帝汇报工程进度和资金使用情况，时间依次为：乾隆三十七年八月十三日、九月初四日、十一月二十九日，乾隆三十八年二月初三日、闰三月初一日。
该批罗汉像是由苏州、杭州、海宁的民间匠役制作，在浙江海宁县安国寺成造。大臣西宁在乾隆三十七年（1774年）九月初四日奏折中称：“查前次成造俱系苏杭匠役，今基厚路过苏州已雇募得熟手匠役八十五名，现在杭州又雇得四十余名，共已有匠役一百二十余名，拣选干燥香樟木植，备齐物料，于八月十四日率领匠役人等往海宁安国寺择吉兴工，匠役陆续再行添雇……。”
乾隆帝在罗汉堂的御制文中说：“江南塞北妙相同观，而十六非少，五百非多，益证妙谛融圆也。”罗汉像均为木雕金漆，每尊通高1.7米。
清朝时，罗汉堂不驻喇嘛，由内务府管理。
罗汉堂直到1930年代尚保存完好，日本昭和九年（1934年）出版了关野贞、竹岛卓一撰写的《热河》图册，座右宝刊行会发行，收录了多幅罗汉堂的照片，显示当时罗汉堂的建筑仍然完整。
1933年，罗汉堂被日军用作军火库，罗汉堂内的508尊罗汉辗转迁到普佑寺内保存。原来普佑寺内有罗汉像508尊，1964年普佑寺发生火灾，从火灾中抢救出来的仅有194尊，不久国家文物局借调18尊罗汉到北京，剩下176尊迁到普宁寺、普佑寺保存。如今176尊罗汉像在普佑寺东西配殿展出。
中国国民党统治时期，罗汉堂被拆毁。罗汉堂的建筑已无存，建筑基址被严重破坏，仅余16棵古松。1982年7月23日，罗汉堂被公布为河北省文物保护单位，类型为古建筑，历史年代为清代。
2010年，承德市启动了外八庙周围环境整治及城郊村改造工作，罗汉堂村为这次整治改造的五个村庄之一，进行了拆迁改造。

## 建筑
罗汉堂原占地面积约12000平方米。根据《热河志》中的文字记录和《热河》图册中的照片，可见罗汉堂为两进院落，沿着中轴线对称分布，中轴线上依次是五孔石桥、山门、天王殿、应真普现殿，两侧有钟楼、鼓楼以及东西配殿。此外应还有附属设施，1970年代仍有部分保存。
- 五孔石桥：位于山门外。[1]
- 山门：面阔三间，单檐歇山顶，外檐悬挂乾隆帝御题四体字“罗汉堂”陡匾。门殿内无佛像。[1]
- 天王殿：面阔五间，外檐悬挂乾隆帝御题四体字陡匾一面。殿内正面是大肚弥勒佛像，背面为韦驮，两侧没有四大天王像。[1]
  - 钟楼、鼓楼：位于天王殿前左右两侧。[1]
- 应真普现殿：是罗汉堂的中心建筑，形制与规模与北京碧云寺罗汉堂相同。面阔、进深均为九间，其中有四个院落式的隔阂，各占两间的宽度，平面呈“田”字形。殿内供奉三世佛3尊、铜释迦佛3尊、韦驮1尊、地藏王菩萨1尊、疯僧1尊、济颠1尊、罗汉500尊、班禅佛供银满达1件。可见济公、疯僧不在500尊罗汉内。济公身穿袈裟，头戴五佛冠，手持净瓶和蒲扇，身后有全身大背光，面目安祥似菩萨。疯僧采用传统造型，上身袒露，双手拿一扫把，面露笑容。[1]
  - 东、西配殿：位于应真普现殿前，各面阔五间，各供菩萨像3尊。[1]